# Borxleben
Borxleben es un municipio situado en el distrito de Kyffhäuser, en el estado federado de Turingia (Alemania), a una altitud de 130 metros. Su población a finales de 2016 era de unos 280 habitantes y su densidad poblacional, 50 hab/km².
Se encuentra ubicado a poca distancia al sur de la frontera con el estado de Sajonia-Anhalt. Dentro del distrito, el municipio no forma parte de ninguna mancomunidad (Verwaltungsgemeinschaft), ya que las funciones de mancomunidad las lleva a cabo el ayuntamiento de la vecina ciudad de Artern.
Se conoce la existencia de la localidad desde finales del siglo VIII, mencionándose en un documento de la abadía de Hersfeld con el topónimo de Burcheslebo. Antes de la unificación de Turingia en 1920, pertenecía a Schwarzburgo-Rudolstadt.